# Bogusław Brandt
Bogusław Brandt (ur. 10 marca 1909 w Zwierzyńcu Lubelskim, zm. 11 września 1983 w Warszawie) – polski artysta grafik, sztycharz i rytownik, projektant znaczków pocztowych i ekslibrisów.

## Życiorys
Do szkoły średniej uczęszczał we Lwowie. Następnie studiował w Akademii Sztuk Pięknych w Krakowie. Jego profesorami byli m.in. Wojciech Weiss, Karol Frycz i Kazimierz Sichulski. Po ukończeniu studiów w 1938 został zatrudniony przez Polską Wytwórnię Papierów Wartościowych w Warszawie. Sztuki rytowniczej uczył się od Włodzimierza Vacka i Mariana Romualda Polaka.
W czasie okupacji niemieckiej był podporucznikiem (ps. „Neptun”) grupy konspiracyjnej PWB/17/S, złożonej z pracowników PWPW. Nie wziął jednak udziału w powstaniu warszawskim, gdyż po jego wybuchu nie udało mu się dotrzeć z Bielan, gdzie mieszkał, do gmachu wytwórni przy ul. Sanguszki.
Pierwszy staloryt znaczka pocztowego, przedstawiający Trasę W-Z w Warszawie (nr kat. 495), wykonał w 1949. W sumie stworzył kilkadziesiąt projektów i rytów znaczków dla Poczty Polskiej. Projektował i grawerował też banknoty. Jego dziełem są m.in. ryty do nominałów: 100 zł (emisja 1974), 1000 zł (emisja 1975) oraz 5000 zł (emisja 1982). Wykonywał również ekslibrisy.
Po wojnie od lat 50. XX wieku przez wiele lat kierował Pracownią
Rytowniczą. Przeszedł na emeryturę w 1974. Zmarł w 1983.

## Wybrana twórczość

### Znaczki pocztowe
- II Światowy Kongres Pokoju w Warszawie (seria), 1950 – wg rysunku Picassa
- Kongres Ligi Kobiet • Warszawa, 1951
- X rocznica powstania PPR (nr kat. 584), 1952
- Poczta lotnicza (seria) (nry kat. 591, 593), 1952
- Mikołaj Gogol 1809-1852, 1952
- Dzień Stoczniowca (seria) (nr kat. 616), 1952
- Zlot Młodych Przodowników Budowniczych Polski Ludowej • Warszawa (seria) (nr kat. 620), 1952
- XXXV rocznica Rewolucji Październikowej (seria), 1952
- Mikołaj Kopernik 1473-1543 (seria) (nr kat. 667), 1953 – wg obrazu Matejki
- Dzień Floty Handlowej (seria) (nr kat. 669), 1953
- X-lecie Wojska Polskiego (nr kat. 680), 1953
- Uzdrowiska i krajobrazy (seria) (nr kat. 689), 1953
- III Kongres Związków Zawodowych (seria), 1954
- Poczta lotnicza (seria) (nr kat. 718), 1954
- 160 rocznica powstania kościuszkowskiego (seria) (nr kat. 742), 1954

### Kartki pocztowe
- Międzynarodowa Filatelistyczna Wystawa Portów Bałtyckich „Balpex”, 1959
- 10-lat Nowej Huty (seria), 1959